# Кодекс 080
Кодекс 080 (Gregory-Aland), ε 20 (Soden), — унциальный манускрипт VI века на греческом языке, содержащий фрагменты текстов Евангелия от Марка 9,14-18.20-22; 10,23-24.29 на 2 пергаментных листах. Текст на листе расположен в две колонки, 18 строк в колонке.

## Особенности рукописи
Кодекс написан золотыми чернилом на пурпурном пергаменте.
Рукопись привёз с Востока Порфирий Успенский.
Рукопись хранится в Российской национальной библиотеке (Gr. 275, 3) в Санкт-Петербурге и в Александрии (Греческий православный патриархат 496).